# Finale (Oper)
Finale bezeichnet einen beschließenden Abschnitt der Dramaturgie eines musiktheatralischen Werkes. In der Konfiguration der „Nummern“ innerhalb eines musikdramatischen Werkes hat das Finale eine Sonderstellung inne: In der Regel beginnt es nicht gleichsam voraussetzungslos, wie oft andere „offene“ Formen im musikdramatischen Genre, etwa eine Introduktion oder ein Ensemblestück inmitten eines Aktes. Vielmehr ist in der Regel davon auszugehen, dass nach einer Peripetie in der Handlung das Finale mit einem Eklat beginnt, der durch eine außergewöhnlich konfliktreiche Personen- oder Handlungskonstellation motiviert ist. Diese Situation kann bereits zuvor herbeigeführt worden sein und im „Schluss“-Abschnitt eines Aktes oder eines ganzen Werkes auch nur zu einem wie auch immer gearteten vorläufigen Ende oder Abschluss gebracht werden.
Zweierlei Arten des Finalensembles sind in der Oper möglich und kommen gerade auch in der sogenannten „großen“ Oper des späten 18. bis 19. Jahrhunderts vor: das Finale eines Aktes, mit dem die Oper noch nicht schließt, und das Werk-Finale. Zwar kann jede dieser Finalarten noch Perspektiven für Künftiges eröffnen, doch weicht die dramaturgische Situation in beiden Fällen beträchtlich voneinander ab. In der Ausgangssituation aber unterscheidet sich das vorläufige Finale naturgemäß kaum von dem endgültigen, es ist nur die Frage, ob die dramatische Situation noch genügend Zündstoff birgt, weitere „Handlungen“ zu motivieren.
Eine häufig gewählte und oft effektvolle dramaturgische Konstellation besteht darin, dass die bereits in der Exposition und dem weiteren Verlauf der Handlung schwelenden Privatkonflikte der Protagonisten im Finale unversehens an die Bühnen-Öffentlichkeit gezerrt werden. Dies bietet dann auch die Möglichkeit, das bereits in Duetten oder anderen „kleinen“ Ensemble-Formen Verhandelte im großen Rahmen coram publico noch einmal in gesteigerter Form zu wiederholen, es somit auch noch einmal völlig neu zu beleuchten.
In der Regel kann man davon ausgehen, dass es sich bei den Finali um vielgliedrige „Nummern“ handelt, in denen die Protagonisten und ihre Vertrauten oder Chöre in mehreren verschiedenen Situationen mit- und nacheinander konfrontiert werden, und dass sich im Idealfall die Handlung aufgrund überraschender Effekte und Neuigkeiten unvorhergesehenermaßen weiterentwickelt. Eine besondere musikalische Form stellt dagegen das sogenannte „Kettenfinale“ dar, das die Komponisten der Opera buffa entwickelten. Wie bei einem Rondo werden einzelne musikalische Themen im Wechsel aneinandergereiht, teils kehren aber auch einzelne Themen unmittelbar, oder nach einem gewissen zeitlichen Abstand, wieder.
In manchen Opern, insbesondere den „Zauberopern“ nach Art der Zauberflöte, sind die musikalischen Abschnitte eines Finales stark voneinander getrennt; es finden hier dann sogar mehrfach Wechsel der Kulissen statt.
Eine einheitliche Gestalt ist bei Finalnummern nicht gegeben, und dennoch gibt es in fast allen Opern des späten 18. und des 19. Jahrhunderts musikalisch-dramatische (Groß-)Abschnitte, die als Finale bezeichnet werden.